# Edward Joseph Dent
Ne pas confondre avec Edward J. Dent (Edward John Dent) (en)
Pour les articles homonymes, voir Dent (homonymie).
Edward Joseph Dent, souvent connu sous ses initiales E. J. Dent (Ribston Hall, Yorkshire, 6 juillet 1876 – Londres, 22 août 1957), est un musicologue, professeur et critique britannique.

## Biographie
Edward Joseph Dent étudie la musique au Collège d'Eton avec Charles Harford Lloyd, à Cambridge avec Charles Wood, puis à Stanford, où il reçoit ses diplômes en 1899 (Bachelor of music) et 1905 (Master). Il enseigne l'histoire de la musique, le contrepoint et l'harmonie jusqu'en 1918. Dès 1902, il enseigne également au King's College où Dent est professeur de musique à Cambridge de 1926 à 1941. À partir de 1918, il se lance dans la critique musicale à Londres. Membre fondateur de la Britisch Music Society en 1919, il est président de la Société internationale pour la musique contemporaine de sa fondation en 1922, jusqu'en 1938 et président de la Société internationale de musicologie de 1931 à 1949. Il est gouverneur du Sadler's Wells Theatre et traduit plusieurs libretti pour l'institution. Il est également fait Docteur honoris causa de plusieurs universités : Oxford (1932), Harvard (1936) et Cambridge (1947). En 1937–1938, il est Messenger Lectures (en) (conférencier) à l'Université Cornell.
Parmi ses élèves se trouvent les musiciens Anthony Lewis (en) et Robin Orr.
Après sa mort, est créée la médaille Dent, décernée dès 1961 par la Royal Musical Association, à d'importantes personnalités de la musicologie.
Outre ses collaborations à des encyclopédies et de nombreuses articles, il laisse des livres de références sur Alessandro Scarlatti (1905), Ferruccio Busoni (1933), Haendel (1934), sur les opéras anglais et sur les opéras de Mozart. Ce dernier livre, paru en 1913, a joué un rôle semblable au Mozart de Wyzewa et Saint-Foix en France, dépoussiérant l'œuvre d'un siècle d’a priori. Si certaines données historiques sont dépassées par de nouvelles études, nombre d'analyses conservent leur justesse et « elles ont formé le goût de plusieurs générations de mozartiens ».

## Ouvrages
- (en) Alessandro Scarlatti : his life and works, Londres, E. Arnold, 1960 (1re éd. 1905), 259 p. (lire en ligne)
- Leonardo Leo, 1905–1906
- Italian Chamber Cantatas, 1910–1911
- (en) The Rise of Romantic Opera, Cambridge University Press, 1976 (1re éd. 1938), x-198 (lire en ligne)
- Les opéras de Mozart [« Mozart's Operas, a critical studies »]  (trad. de l'anglais par René Duchac), Paris, Gallimard, coll. « Pour la musique » (no 5), 1958 (1re éd. 1913), 365 p. (OCLC 460088051, BNF 32979070, lire en ligne)(en) — trad. allemande, Berlin 1924.
- The Laudi Spirituali in the Sixteenth and Seventeenth Centuries, 1916–1917
- Hans Pfitzner, 1923.
- Ferruccio Busoni, 1933.
- (en) Ferruccio Busoni : a biography, Londres, Oxford University Press, 1933, xv-367 (OCLC 1997142)
- (en) Opera, Londres, Penguin Books, 1940, 206 p. (OCLC 981372228, lire en ligne)
- Gioacchino Antonin Rossini, The Heritage of Music, 1951.
- The Sixteenth-century Madrigal, 1968.